# اشياناك
اشياناك (بالفارسية: اشيانك)، هي قرية في منطقة كاندى شاشافان الريفية، في منطقة المركزية الوسطى من مقاطعة ساوه، مقاطعة مركزي، إيران. في إحصاء سنة 2006، عدد سكانها هو 32، وتضم 13 أسرة.